# Antopus serialis
Antopus serialis är en rundmaskart som först beskrevs av Edward Baylis 1916.  Antopus serialis ingår i släktet Antopus och familjen Anticomidae. Inga underarter finns listade i Catalogue of Life.